# Ioannes Laurentius Lydus
Ioannes Laurentius Lydus (Oudgrieks: Ἰωάννης Λαυρέντιος ὁ Λυδός, Ioánnis Lavréntios o Lydós) was een 6e-eeuwse Byzantijnse administrator en schrijver.
Ioannes werd in 490 n.Chr. geboren te Philadelphia in Lydië. Hij kwam op 21-jarige leeftijd naar Constantinopel, waar hij onder verscheidene keizers, in het bijzonder Justinianus, hoge ambten bekleedde. Hij kreeg in 552 echter zijn ontslag van Justinianus.
Na deze tijd was hij een ijverig beoefenaar van de wetenschappen. Van zijn geschriften zijn er ons drie overgeleverd geworden:
- Περὶ ἀρχῶν τῆς Ῥωμαίων πολιτείας (De Magistratibus reipublicae Romanae; Over de magistraten van de Romeinse Republiek), over de Romeinse overheden, uit gedeeltelijk verloren kostbare bronnen samengesteld door Johann Dominicus Fuss.
- Περὶ Διοσημείων (De Ostentis, Over voortekens), een geschrift over de voorspellingskunst, insgelijks uit oude bronnen;
- Περὶ τῶν μηνῶν (De Mensibus, Over de maanden), dat wij slechts uit uittreksels hiervan kennen.

## Referentie
- art. Lydus, Johann. Laurentius, in F. Lübker - trad. ed. J.D. Van Hoëvell, Classisch Woordenboek van Kunsten en Wetenschappen, Rotterdam, 1857, p. 561.

- Bibsys: 90307763
- Biblioteca Nacional de España: XX1067023
- Bibliothèque nationale de France: cb11997292f (data)
- CiNii: DA01737096
- Gemeinsame Normdatei: 119036436
- International Standard Name Identifier: 0000 0004 5393 4245
- Library of Congress Control Number: n82246814
- Nationale Bibliotheek van Letland: 000092224
- Nationale Bibliotheek van Tsjechië: ola2007364773
- Nationale Bibliotheek van Israël: 987007264706205171
- Nationale en Universitaire bibliotheek Zagreb: 000134671
- Nederlandse Thesaurus van Auteursnamen: 070005125
- Réseau des bibliothèques de Suisse occidentale: 02-A000107786
- Istituto Centrale per il Catalogo Unico: BVEV012663
- LIBRIS: 361670
- Système universitaire de documentation: 028062663
- Virtual International Authority File: 109213110